# Belinda Lee
Belinda Lee (Budleigh Salterton, 15 giugno 1935 – San Bernardino, 12 marzo 1961) è stata un'attrice britannica, interprete di una trentina di film in meno di un decennio, morta a 25 anni in un incidente d'auto.

## Biografia

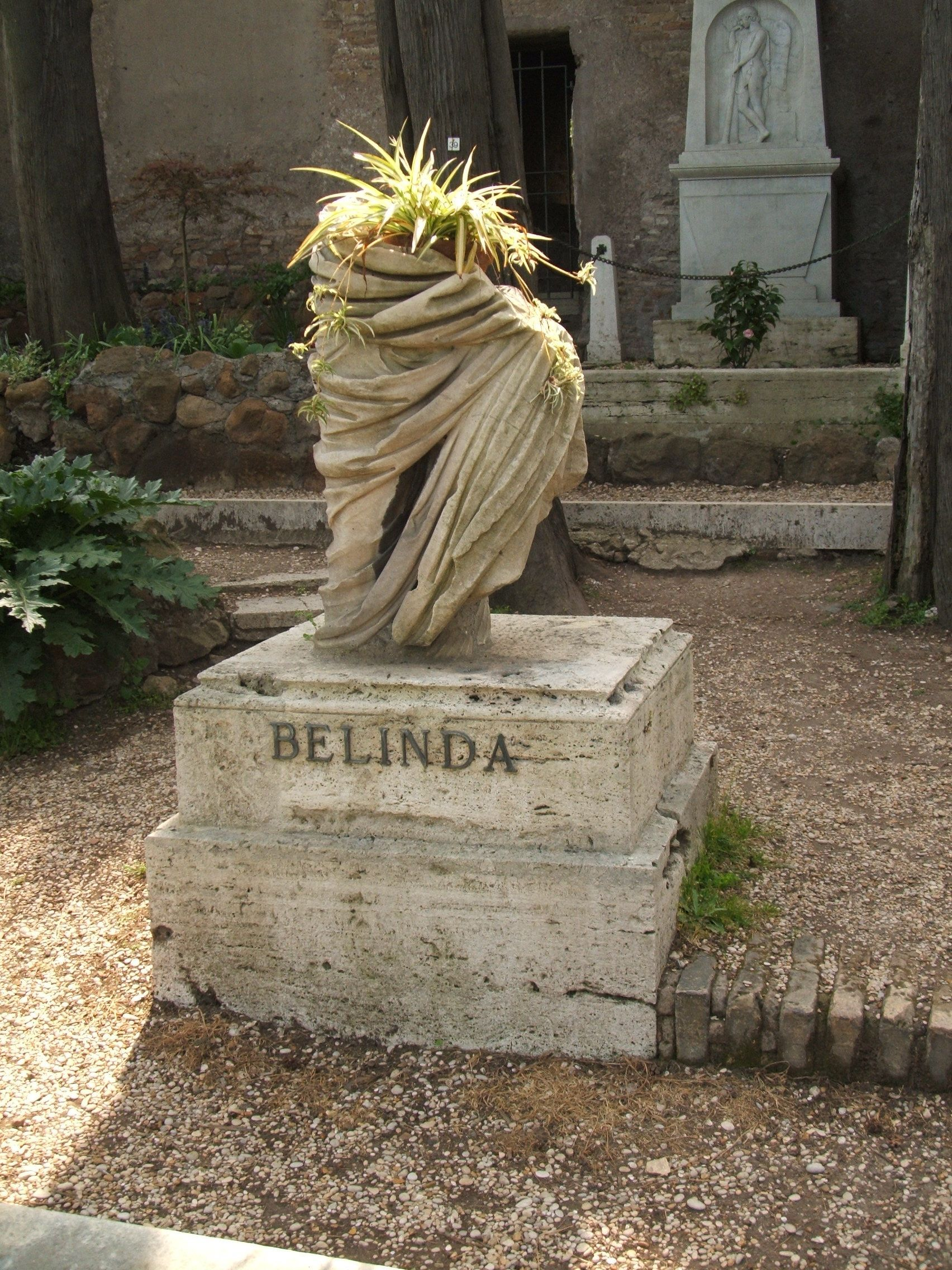
Tomba di Belinda Lee al cimitero acattolico di Roma

Nata a Budleigh Salterton, nel Devon, da Robert Lee, che era un ex capitano dell'esercito britannico e proprietario del "Rosemullion Hotel", oggi trasformato in appartamenti privati e ribattezzato "Rosemullion Court" (sito in Cliff Road, Budleigh Salterton EX9 6JU) e da Stella Mary Graham che era una fiorista. 
Belinda sviluppò presto l'interesse per la recitazione, che coltivò alla Tudor Arts Academy, nel Surrey. Nel 1952 diventò membro interno della Nothingham Playhouse Repertory Company, vincendo una borsa di studio, a Londra della RADA. Nel 1954, notata dal regista Val Guest, a soli 19 anni, venne messa sotto contratto dalla Rank Organisation. Interpretò il personaggio di Janie Grey con l'attore Frankie Howerd in The Runaway bus del 1954, in quello stesso anno Belinda incontrò e sposò Cornel Lucas (1920-2012), affermato fotografo di scena della "Rank", noto ritrattista di star cinematografiche. Con un contratto della durata di sette anni, comprese le pubblicità, fece molte apparizioni su giornali e riviste di rilievo internazionale. Importante fu pure, per l'inizio della carriera, la scelta caduta su di lei per interpretare "Miss Deep Ocean 1954" per la US Navy. La casa di produzione, inoltre,  sfruttò la sua indiscutibile bellezza facendole ricoprire abitualmente il ruolo della formosa bomba sexy, bionda e svampita, mettendola così in competizione con la popolare Diana Dors, rispetto alla quale apparve come una seconda scelta. Il ruolo simbolo di questi anni da starlet fu quello accanto alla star comica Benny Hill in Occhio di lince (1956) di Basil Dearden. Nel 1956 fu ospite a Helsinki in una mostra dedicata al cinema britannico. Per lei fu importantissimo l'incontro con Bob Hope, poi girò "Who Done it?" nel 1956 con Benny Hill. Il 16 luglio 1957 all'Odeon Theatre di Londra vi è  la prima del film "Miracle in Soho", con lei protagonista, diretto da Julian Amyes (1917-1992) con la partecipazione di John Gregson, e Cyril Cusack.  Molte altre importanti occasioni la videro protagonista quali il Festival di Cannes, quello di  Venezia, presenziò il Variety Club compreso il London All Stars Gala. Alla Royal Film Performance, il 29 ottobre 1956, fu presente quando c'era la Regina Elisabetta II che incontrò anche Marilyn Monroe e Brigitte Bardot. Belinda Lee ebbe un episodio spiacevole il 27 aprile 1957 quando rimase leggermente ustionata da in incendio scaturito da un illuminatore che coinvolse i suoi capelli presso i Pinewood Studios. Fortunatamente senza gravi conseguenze. Fece pubblicità per i saponi Lux Shampoo e per la ditta cosmetica Vitapointe Creme Hairdress & Conditioner, nel 1957 girò un film con Louis Jourdan: "All'ombra della ghigliottina" ("Dangerous exite").
Ancora nel 1957, a settembre, girò in Italia La Venere di Cheronea, un «mélo travestito da peplum», nel quale interpretò la statuaria modella del leggendario scultore greco Prassitele, le cui «forme prorompenti e appena velate (...) sono il centro di ogni inquadratura». Fu esattamente in questo periodo che avvenne l'incontro, a Venezia (per poi intrecciare una relazione) con  un esponente dell'aristocrazia, Filippo Orsini (1920-1984), 21º duca di Gravina, la cui famiglia, assieme a quella dei Colonna, era a capo della nobiltà nera (cioè legata alla "Corte pontificia", oggi non più esistente perché oramai da lungo tempo abolita) i cui membri erano titolari, utilizzando i termini del linguaggio d'epoca: del "diritto ereditario" e del "privilegio perpetuo" della più "alta dignità laica della corte pontificia": quella di "assistente" al Soglio, che conferiva agli insigniti il titolo di Principe assistente al Soglio pontificio e l'incarico di presenziare alle cerimonie papali al "lato destro del trono" del pontefice. Don Filippo Orsini la esercitò assieme a don Aspreno Colonna (1916-1987). Questo legame d'amore con il principe, nel 1958, sarà  considerato "scandaloso" (vedasi capitolo a parte) soprattutto, per l'attrice inglese che si sentì estremamente coinvolta, anche psicologicamente, sia per il tormento che per i contrasti derivati, arrivando, il 28 gennaio di quello stesso anno, a tentare il suicidio ingoiando (in overdose) delle pillole soporifere. Anche qui fu fortunatamente e in tempo, salvata dall'intervento medico-ospedaliero. Tutto questo avvenne nel clima bigotto dell'epoca provocando uno scandalo pubblico che oltrepassò i confini nazionali amplificato dai giornali a caccia di "scoop" per le vendite, le cui conseguenze, però, per Belinda Lee furono addirittura la fine del contratto con la società Rank e del matrimonio con Lucas, mentre il principe Orsini fu costretto a lasciare l'incarico di principe assistente al Soglio Pontificio venendo sostituito dal principe Alessandro Torlonia. Il principe Orsini era infatti già regolarmente sposato dal 1946 con la nobile 
Francesca Romana Bonacossi da Zara (1926-2014), figlia di Taino Bonacossi (1883-1976), marchese di S. Michele e di Carolina da Zara (1890-1921) dei conti di Serra a sua volta erede di due famiglie della grande nobiltà ebraica e, per parte della madre padovana, di un vastissimo patrimonio in terre ed immobili. 
Dopo aver divorziato nel 1959 da Lucas, Belinda si stabilì in Italia, un cambiamento che non si rifletté immediatamente sulla sua carriera, poiché continuò a venire utilizzata principalmente per ricoprire ruoli di sensuale bellezza in film di genere, per quanto più vari e impegnativi di quelli fino ad allora affrontati in patria. Fra gli altri, interpretò i ruoli storici di Lucrezia Borgia in Le notti di Lucrezia Borgia (1959) e di Messalina in Messalina Venere imperatrice (1960). Le vennero però offerte anche occasioni di dimostrare le proprie doti drammatiche, ad esempio ne I magliari (1959) di Francesco Rosi e La lunga notte del '43 (1960) di Florestano Vancini.

## La vicenda con il principe Orsini e il tentativo di suicidio
La vicenda del tentato suicidio dell'attrice inglese ha portato a molte erronee ricostruzioni. Ricercando le fonti del periodo si possono descrivere gli avvenimenti  dalle dichiarazioni  del protagonista, lo stesso Filippo Orsini, intervistato, a puntate, per la rivista "Oggi", a partire dal numero 21 del 21 maggio 1960 e il seguente numero 22 del 2 giugno successivo, sulla relazione con Belinda Lee, (avuta dall'estate 1957 all'autunno 1959) che nel gennaio 1957 abbandonò il set che si trovava nel Parco nazionale Kruger, in Sud Africa, confini col Mozambico, durante le tormentate riprese (anche per morsi di ragni, serpenti e vari malesseri, dissenteria, vomito e incidenti avuti dagli altri attori) del film "Nor the Moon by Night"  del regista Ken Annakin (in Italia: "La valle delle mille colline") per tornare a Roma con l'aereo allo scopo di incontrare il principe per indurlo a seguirla, altrimenti avrebbe fatto "qualcosa di terribile" (il suicidio?), cosa che poi fece veramente la notte seguente. All'ospedale fu salvata stando chiusa, dopo le terapie disintossicanti, nel polmone d'acciaio, strumento di pressione negativa (passiva) molto diffuso all'epoca. Il principe, inoltre, spiegò al giornalista  che, qualche giorno dopo, anche lui tentò il suicidio cercando di tagliarsi le vene ma fu salvato. Ai poliziotti di guardia all'ospedale rifiutò ogni spiegazione. E che tutta questa vicenda scandalizzò profondamente gli ambienti aristocratici ed ecclesiastici per la sua posizione sociale (molto considerata in quegli anni)  derivatagli per eredità famigliare.
Lee alla fine della ospedalizzazione lasciò Roma, clandestinamente, per ritornare in Sudafrica il mese successivo per poi recarsi in Kenya. Il Parlamento sudafricano obbiettò molte questioni contro l'attrice ritenendola "oggetto di favoritismi e privilegi" per i suoi visti d'entrata. Un funzionario della dogana e dell'immigrazione la trovò sull'aereo all'aeroporto di Johannesburg per evitarle i fotografi e giornalisti, tanto che volò a Durban rimanendo nella cabina dell'equipaggio avendo avuto il permesso di sbarcare più tardi. Belinda Lee pubblicamente si scusò per "qualsiasi danno possa aver causato a chiunque in Italia".

## Morte per incidente stradale
La sua vita terminò tragicamente il 12 marzo 1961, non ancora ventiseienne, in vacanza e per girare un film insieme al fidanzato dell'epoca, il regista-documentarista Gualtiero Jacopetti, in California, causato da un incidente sulla strada 91 nella zona della contea di San Bernardino, 9 miglia (circa 14 km.) a est di Baker, dove i turisti prendono la strada per la Death Valley, nel deserto del Mojave, tra Las Vegas e a 210 miglia (354 km.) da Los Angeles, quando l'auto su cui si trovava, guidata da un italo-americano, Nino Falanga di Malibù, uscì  di strada. La Lee fu sbalzata a 20 metri di altezza, l'auto (non citata sui quotidiani d'epoca, ma sicuramente, vedendo le foto della vettura gravemente danneggiata, è  una station wagon Ford Country Sedan del 1959) in cui si trovava, aveva forato una ruota posteriore, sbandando per 274 metri e capovolgendosi.
Un poliziotto, Donald Armitage, fra i primi ad essere sul posto e testimone del fatto aveva affermato che "è morta poco dopo l'arrivo del primo agente ed è un miracolo che non siano morti tutti. Le esplosioni a quella velocità sono quasi sempre fatali. Un testimone, un addetto alla rete stradale, ci ha detto che l'auto lo ha superato poco prima dell'esplosione e doveva viaggiare a circa 160 chilometri orari": velocità stimata ad occhio, in realtà un poco eccessiva per la vettura troppo pesante, probabilmente lanciata sui 140 orari. 

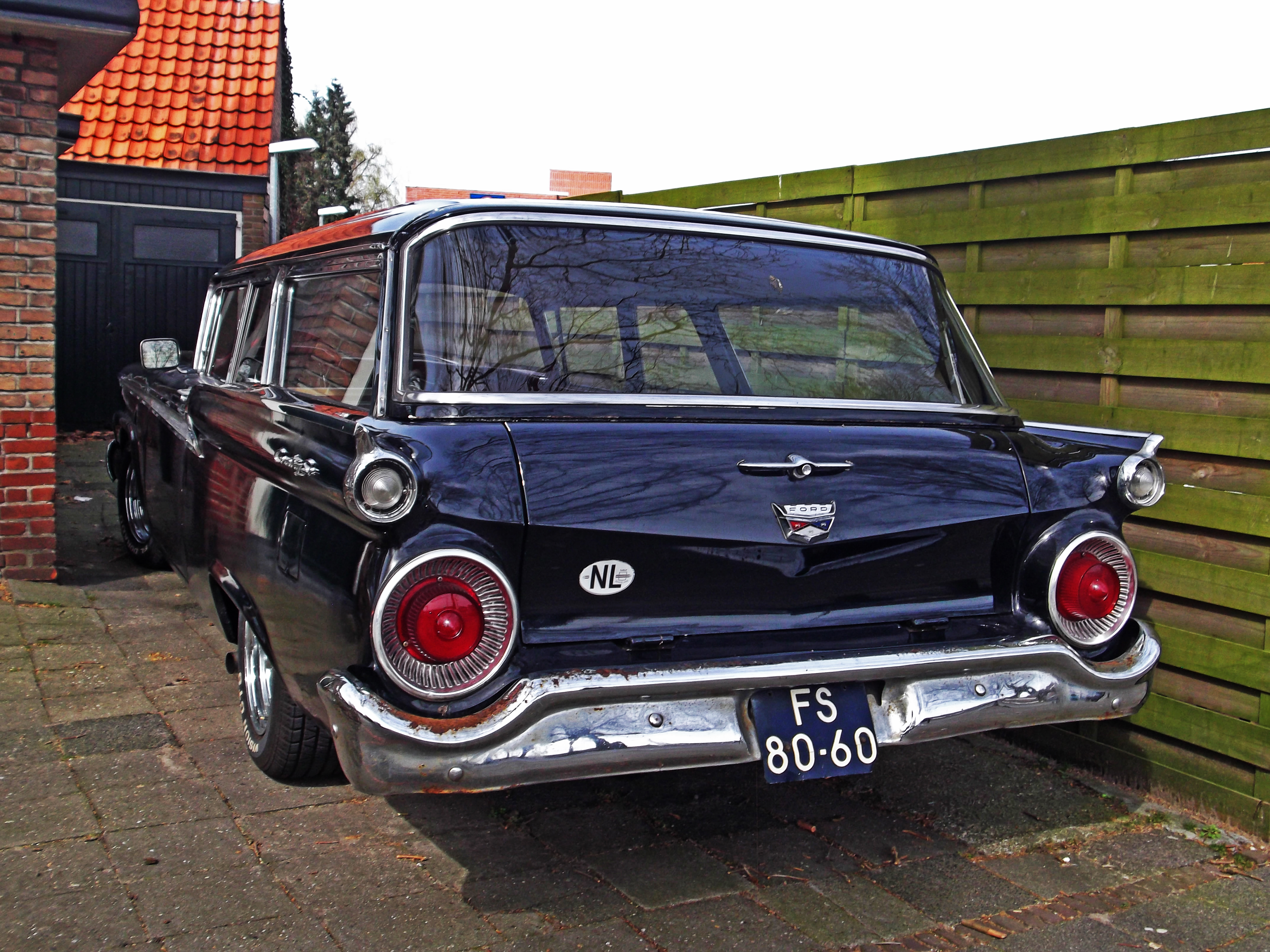
Il modello dell'auto, dove è morta Belinda Lee, dovrebbe corrispondere pienamente alla station-wagon Ford "Country Sedan" del 1959 come questa in fotografia in perfetto stato dì conservazione

Il corpo di Belinda Lee si trovava fuori dalla vettura, il testimone Armitage si precipitò a soccorrerla dicendo che era ancora viva, ma che spirò subito dopo. Le ferite erano purtroppo troppo estese, infatti il coroner accertò la morte per frattura del cranio e della vertebra  cervicale oltre che danni alla gabbia toracica. Fu certo quindi che l'incidente avvenne per l'alta velocità (nel rapporto fu scritto: 100 miglia, 160 km/h), 
L'attrice viaggiava (oltre il conducente) anche in compagnia di Paolo Cavara e, come detto,  di Gualtiero Jacopetti, tutti e quattro si trovavano a Las Vegas per lavorare a un nuovo film e stavano tornando a Hollywood. Cavara e Jacopetti, compreso l'autista Falanga, furono ricoverati presso la località di Barstow, nel locale "Barstow Community Hospital" e si salvarono. Belinda, era sentimentalmente legata con Jacopetti, dal quale aspettava anche un figlio, tanto che lui stesso aveva affermato che avrebbero dovuto sposarsi non appena fosse riuscito a ottenere l'annullamento (all'epoca il divorzio in Italia ancora non esisteva dal punto di vista legale) del suo precedente matrimonio con la moglie gitana, Jolanda Kaldaras, nata nel 1942 (nel 1961 diciannovenne) che era stato prima, in Italia, "costretto" a sposare il 28 maggio 1955, sebbene lei fosse minorenne (13.enne) per evitare il carcere essendo Jacopetti accusato di violenza sessuale nei suoi confronti (lui si era sempre proclamato innocente) applicando il "matrimonio riparatore", che fu poi abolito dalla legge 442 del 5 agosto 1981. Invece il marito della Lee, il fotografo Cornel Lucas, si separò da lei nel 1957. 
Jacopetti era il regista de La Settimana Incom e della serie di film Mondo cane, e le dedicherà omaggiandola il film La donna nel mondo (1963), affermando testualmente «che in questo lungo viaggio ci accompagnò e ci aiutò con amore.». 
I suoi funerali si celebrarono il 20 marzo 1961 a Los Angeles e fu momentaneamente inumata presso il "Forest Lawn Memorial Park (Hollywood Hills)", non lontano dagli studi della Paramount Pictures. Presenti ai funerali una quindicina di persone fra i quali l'attore Rossano Brazzi e consorte Lidia (1921-1981), Franco Prosperi, uno dei collaboratori  di Jacopetti e l'attrice Lorella De Luca. Fu in seguito cremata. Le sue ceneri, custodite in una cassetta, giunsero a Roma-Ciampino, con un Boeing 707-131B Super Jet della TWA il 29 novembre 1961 e furono inumate il 5 dicembre dello stesso anno - alla presenza di Jacopetti con le stampelle e dolorante per i postumi dell'incidente che lo renderanno, per combattere il dolore, dipendente, per un certo periodo, dalla morfina - al cimitero acattolico di Roma, zona V.15.11, sezione anglicana, con una cerimonia presenti testimoni e amici. La scelta dell'ultimo viaggio a Roma fu per una precisa scelta dell'attrice che una volta confidò che amava così profondamente la Città Eterna da voler essere qui sepolta.

## Il ricordo di Budleigh Salterton, sua località natale

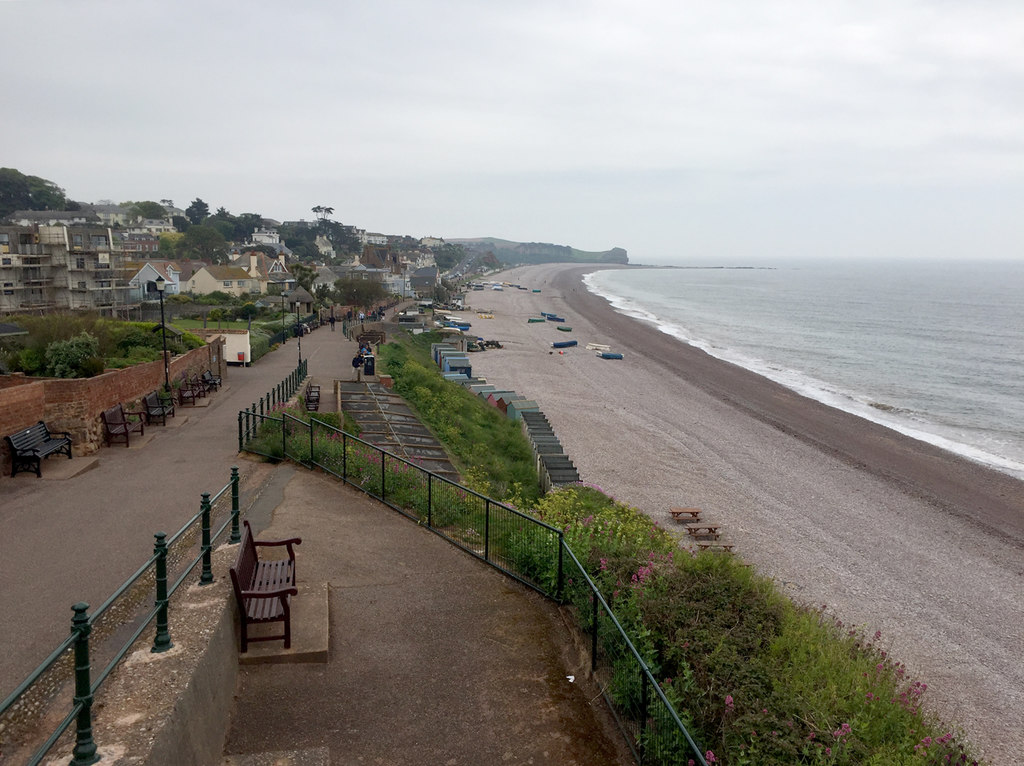
La baia con le spiagge di Budleigh Salterton, luogo di nascita dell'attrice. La località è affacciata sulla Manica, in fronte alla francese La Hague e l'isola inglese di Guernsey

L'attrice è stata ricordata, a distanza di anni, nella sua località natale, a Budleigh Salterton nel 2024. Sulla sua ex casa, sita al numero 10 di Cliff Terrace è stata istallata una "targa blu".
Le "blue plaques" a cura del Fairlynch Museum sono gestite dalla "English  Heritage" e vengono poste su case, palazzi, luoghi che sono stati abitati da personalità che si sono distinte in vari campi, importante è che siano state parte attiva del patrimonio culturale della Gran Bretagna, per tale motivo sono diventate molto popolari le ubicazioni con la scritta: "dedicato a..." arrivando ad alimentare un turismo parallelo, infatti le "targhe blu" sono disseminate dovunque in grandi città e paesi di tutto il Regno Unito. Unica condizione: il soggetto scelto, degno della blue plaque deve essere deceduto da almeno 20 anni.

## Filmografia

Belinda Lee nel film Messalina Venere imperatrice (1960)

- The Runaway Bus, regia di Val Guest (1954)
- Delitto per procura (Murder by Proxy), regia di Terence Fisher (1954)
- Life with the Lyons, regia di Val Guest (1954)
- Meet Mr. Callaghan, regia di Charles Saunders (1954)
- The Belles of St. Trinian's, regia di Frank Launder (1954)
- I perversi (Footsteps in the Fog), regia di Arthur Lubin (1955)
- L'uomo del momento (Man of the Moment), regia di John Paddy Carstairs (1955)
- No Smoking, regia di Henry Cass (1955)
- Occhio di lince (Who Done It?), regia di Basil Dearden (1956)
- The Feminine Touch, regia di Pat Jackson (1956)
- Donna da uccidere (Eyewitness), regia di Muriel Box (1956)
- All'ombra della ghigliottina (Dangerous Exile), regia di Brian Desmond Hurst (1957)
- Caccia ai diamanti (The Secret Place), regia di Clive Donner (1957)
- Avventura a Soho (Miracle in Soho), regia di Julian Amyes (1957)
- La Venere di Cheronea, regia di Fernando Cerchio (1958)
- The Big Money, regia di John Paddy Carstairs (1958)
- La valle delle mille colline (Nor the Moon by Night), regia di Ken Annakin (1958)
- Le notti di Lucrezia Borgia, regia di Sergio Grieco (1959)
- Ce corps tant désiré, regia di Luis Saslavsky (1959)
- Dragatori di donne (Les dragueurs), regia di Jean-Pierre Mocky (1959)
- I magliari, regia di Francesco Rosi (1959)
- La vera storia di Rosemarie (Die Wahrheit über Rosemarie), regia di Rudolf Jugert (1959)
- Il mondo di notte, regia di Luigi Vanzi (1959)
- Messalina Venere imperatrice, regia di Vittorio Cottafavi (1960)
- Il sicario, regia di Damiano Damiani (1960)
- Giuseppe venduto dai fratelli, regia di Irving Rapper (1960)
- I filibustieri della Martinica (Marie des Isles), regia di Georges Combret (1960)
- Der Satan lockt mit Liebe, regia di Rudolf Jugert (1960)
- Brevi amori a Palma di Majorca, regia di Giorgio Bianchi (1960)
- La lunga notte del '43, regia di Florestano Vancini (1960)
- Femmine di lusso, regia di Giorgio Bianchi (1960)
- Costantino il Grande, regia di Lionello De Felice (1960)
- Fantasmi a Roma, regia di Antonio Pietrangeli (1961)

## Doppiatrici italiane
- Rosetta Calavetta in Le notti di Lucrezia Borgia, Giuseppe venduto dai fratelli, Femmine di lusso, Fantasmi a Roma, I perversi, La Venere di Cheronea
- Lydia Simoneschi in La lunga notte del '43, Messalina Venere imperatrice, Delitto per procura
- Rita Savagnone in All'ombra della ghigliottina
- Valeria Valeri in Costantino il Grande